# Titularbistum Amaia
Amaia ist ein Titularbistum der römisch-katholischen Kirche.
Es geht zurück auf einen untergegangenen Bischofssitz in der gleichnamigen antiken Stadt im heutigen Aragonien, die in der römischen Provinz Tarraconensis lag. Der Bischofssitz gehörte der Kirchenprovinz Tarragona an.
| Titularbischöfe von Amaia |                           |                                                                           |                  |                  |
| Nr.                       | Name                      | Amt                                                                       | von              | bis              |
| 1                         | Romualdas Krikščiūnas     | Weihbischof in Kaunas Apostolischer Administrator von Panevėžys (Litauen) | 7. November 1969 | 2. November 2010 |
| 2                         | Damian Andrzej Muskus OFM | Weihbischof in Krakau (Polen)                                             | 16. Juli 2011    |                  |